# 張鳳翼 (崇禎進士)
张凤翼（？—？），字腾甫，顺天府宛平县人，明朝政治人物。

## 生平
天启四年（1624年）甲子科举人，十三年庚辰科进士，授吏部观政。历任茂名知县。